# Nicolás Achúcarro
Nicolás Achúcarro y Lund, né le 14 juin 1880 à Bilbao et mort le 23 avril 1918 à Getxo est un médecin, histologiste et neuropathologiste espagnol.

## Résumé biographique
Issu d'une famille aisée, il fréquente durant ses études secondaires l'Institut basque de Bilbao (Instituto Vizcaino), où il a notamment comme professeur Miguel de Unamuno.  
Après avoir passé une année à Wiesbaden en Allemagne, il commence ses études médicales à Madrid, où il fait la connaissance de celui qui deviendra par la suite son collaborateur et ami, Santiago Ramón y Cajal, qui était à cette époque professeur d'histologie. Ayant complété sa formation à Paris auprès de Pierre Marie, à Florence et à Munich (où il collabore avec Aloïs Alzheimer), il obtient son doctorat en 1906 avec une thèse consacrée à la pathologie de la rage.
En 1908, il s'établit aux États-Unis et assume pendant deux ans la direction du laboratoire d'anatomie pathologique de l'hôpital psychiatrique fédéral de Washington. Il rentre  en Espagne en 1910 pour collaborer avec Cajal à l'Hôpital Provincial de Madrid (Hospital Provincial de Madrid) et au laboratoire d'investigations biologiques, où il se distingue par ses travaux de recherches histologiques.
En 1912, il donne une série de cours sur les maladies mentales à l'Université Fordham de New York, sur une invitation de C.G. Jung et de psychiatres américains. Nommé docteur honoris causa de l'Université Yale en 1914, il commence à présenter, l'année suivante, les premiers symptômes d'une maladie qui lui sera fatale. On pense d'abord à la tuberculose, mais l'évolution se fait ensuite différemment : il devient paraplégique, souffre de démangeaisons intolérables et d'escarres. Ayant lu un traité de pathologie médicale, il porte sur lui-même le diagnostic de maladie de Hodgkin et meurt en 1918, âgé seulement de 37 ans.
Il est connu pour ses études sur la névroglie, l'alcoolisme, la maladie d'Alzheimer et la paralysie générale. Il a laissé son nom à une technique de coloration histologique qu'il a décrit en 1911, consistant à imprégner les tissus nerveux de tanin et d'oxyde d'argent ammoniacal.

## Référence
- (en) Andres-Barquin P. Santiago Ramón y Cajal and the Spanish school of neurology. The Lancet Neurology 2002; 1: 445-452.